# Aeolus (VOC-vlaggenschip)
De Aeolus was het 17e-eeuwse vlaggenschip van viceadmiraal Jacob van Heemskerck. Het maakte als vlaggenschip deel uit van de kleine vloot die tijdens de slag bij Gibraltar op 25 april 1607 in de baai van Gibraltar de volledige Spaanse oorlogsvloot vernietigde. Ook was de Aeolus het vlaggenschip van de ontdekkingsreiziger Joris van Spilbergen tijdens zijn wereldreis van 1614 tot 1617.
Aeolus · Aemilia · Brederode · Prins Willem · Eendragt · Groot Hollandia · Hollandia · Zeven Provinciën · Gouden Leeuw · Beschermer